# Герб лена Гётеборг-Бохус
Герб лена Гётеборг-Бохус (швед. Göteborgs och Bohus läns vapen) — символ прежнего административно-территориального образования лена Гётеборг-Бохус, Швеция.

## История
Герб этого лена утверждён в 1962 году.
Лен Гётеборг-Бохус был ликвидирован 31 декабря 1997 после объединения с ленами Скараборг и Эльвсборг в нынешний лен Вестра-Гёталанд.

## Описание (блазон)
Щит рассечён и пересечён, в первом и четвёртом лазоревых с тремя серебряными волнистыми перевязями полях слева золотой лев влево с раздвоенным хвостом, червленым вооружением, в закрытой короне держит в отведенной назад правой лапе золотой меч, а в левой — лазоревый щиток с тремя золотыми коронами (2:1), в втором и 3-м серебряных полях — червлёная крепость с зубчатой башней и двумя закрытыми золотыми воротами, слева от неё лазоревый лев с золотым вооружением, а справа — лазоревый меч прямо острием вверх.

## Содержание
В гербе лена Гётеборг-Бохус соединяются символы города Гётеборг и ландскапа Бохуслен.
Герб лена мог использоваться органами власти увенчанный королевской короной.

Герб Гётеборга
Герб Бохуслена